# ツバキ目
ツバキ目（ツバキもく、Theales）はクロンキスト体系の分類における双子葉植物の分類群。ツバキ科、マタタビ科、オトギリソウ科などを含む。花は数本ないし多数の雄蕊と数個の心皮からなる雌蕊を持ち、がくと花弁の区別はあるが連続的に移行する傾向がある。
次の科を含む：
- オクナ科 Ochnaceae
- スファエロセパルム科 Sphaerosepalaceae
- サルコラエナ科 Sarcolaenaceae
- フタバガキ科 Dipterocarpaceae
- バターナット科 Caryocaraceae
- ツバキ科 Theaceae
- マタタビ科 Actinidiaceae
- スキトペタルム科 Scytopetalaceae
- ペンタフィラクス科 Pentaphylacaceae
- テトラメリスタ科 Tetrameristaceae
- ペリキエラ科 Pellicieraceae
- オンコテカ科 Oncothecaceae
- マルクグラウィア科 Marcgraviaceae
- クィイナ科 Quiinaceae
- ミゾハコベ科 Elatinaceae
- パラクリフィア科 Paracryphiaceae
- メドゥサギネ科 Medusagynaceae
- オトギリソウ科 Clusiaceae

おもに花の形態の共通点でまとめられているが、現在では多系統とされる。分子系統学によるAPG植物分類体系ではツツジ目、キントラノオ目、アオイ目などに分けられ、ツバキ目はない。